# Heinrich Brunn
Heinrich Brunn (ur. 23 stycznia 1822 w Wörlitz, zm. 23 lipca 1894 w Josephstal w Schliersee) – niemiecki archeolog i profesor akademicki.
Studiował archeologię i filologię w Bonn. W 1843 roku obronił pracę doktorską Artificum liberae Graeciae tempora i przeniósł się do Włoch. Do 1853 związany był z Niemieckim Instytutem Archeologicznym w Rzymie. W 1865 rozpoczął wykładać na Uniwersytecie Ludwika i Maksymiliana w Monachium. Do znanych jego uczniów należeli: Adolf Furtwängler, Gustav Körte, Paul Arndt, Walther Amelung, Arthur Milchhöfer, Heinrich Bulle. W 1882 odznaczony został Orderem Maksymiliana oraz nobilitowany.